# Rauzán
Rauzán fue una telenovela colombiana de  RTI Televisión  y Caracol Televisión realizada en el año 2000. Con argumento de Julio Jiménez y libreto de Héctor Forero, el melodrama está basado en la novela El caballero de Rauzán, publicada en 1887, del escritor colombiano Felipe Pérez. Fue protagonizada por Osvaldo Ríos y Susana Torres, con las participaciones antagónicas de Rolando Tarajano y Raquel Ércole.
Las grabaciones se iniciaron el 9 de diciembre de 1999, y finalizaron el 26 de marzo del 2000. Su estreno fue el 23 de octubre del 2000 y finalizó el 9 de febrero de 2001.

## Sinopsis
Sebastián de Mendoza es un hombre misterioso conocido en "Villa Rauzán" por seducir mujeres para luego dejarlas. Padece catalepsia, una enfermedad que ha heredado de su padre.
Sebastián conoce a Soledad de Santiño, una joven perteneciente a una familia prestigiosa y de la cual se enamora. Pero el, un día antes de su boda con Soledad, sufre un ataque de catalepsia y es enterrado vivo.
A Soledad, a pesar de que está embarazada de Sebastián, la obligan a casarse con el hermano de éste, Alcides, un hombre que siempre ha estado enamorado de ella. Lo que no saben es que Sebastián está vivo y que se levantó de su tumba para vengarse. Pero pronto se dará cuenta de que debe luchar por el amor de Soledad y explicarle su regreso de una muerte que nunca ocurrió.

## Elenco
- Osvaldo Ríos ... Sebastián de Mendoza
- Susana Torres ... Soledad de Santiño
- Rolando Tarajano ... Alcides de Mendoza
- Talú Quintero ... Esther de Santiño
- Gustavo Corredor ... Lucas de Santiño
- Margalida Castro ... Heraclia de Santiño
- Raquel Ércole ... Asnoralda Rocafuerte
- Paola Díaz ... Laís Renán
- Adriana López ... Eva Bruner
- Vilma Vera ... Helena Zorrilla
- Álvaro García ... Guillermo Zorrilla
- Miguel Alfonso Murillo.... Boris Man
- Daniel Rocha ... Enrico
- Alejandro Tamayo ... Hércules
- Víctor Rodríguez ... Paquito
- Sandra Beltrán ... María
- Vanessa Blandón ... Eugenia
- Maritza Rodríguez ... Giselle Vásquez
- Arianna Cabezas ....  Ursula
- Ugo Armando  ...  David Bruner
- Héctor Manuel Cruz
- Pedro Montoya
- Edmundo Troya
- Zoraida Duque ... Blanca

## Curiosidades
- La telenovela fue vista en más de cien países, a pesar de que en Colombia no tuvo el éxito esperado como ocurrió con su versión anterior.[1] El protagonista, Osvaldo Ríos fue invitado a varios países del mundo a promocionar la telenovela.

## Versiones
- El caballero de Rauzán de R.T.I., es la primera versión la novela homónima. Fue protagonizada por Judy Henríquez y Ronald Ayazo en 1978.

- La traición de R.T.I. en coproducción con Telemundo, es la tercera versión de esta novela. Fue protagonizada por Mario Cimarro y Danna García en 2008.